# 王誓
王誓（？—347年），中国五胡十六国时代成汉皇帝李势的尚书仆射。
347年东晋桓温灭成汉，将李势押送到建康。王誓心中不服，和镇东将军邓定、平南将军王润、将军隗文等人全都起兵反晋，各拥兵众数万。桓温亲自攻打邓定，派袁乔攻打隗文，将其击败。桓温命益州刺史周抚镇守彭模，斩杀了王誓、王润。